# Flicky
Flicky en principio fue un pájaro de sexo femenino que debutó en el videojuego "Flicky" como el principal protagonista. Flicky ha pasado a ser parte de los personajes del universo Sonic, como una de las especies usadas habitualmente por el Doctor Eggman para convertirlos en badniks. También esta especie jugó un papel especial en "Sonic 3D" y "Sonic Adventure". El diseño original de Flicky fue creado por el diseñador Yoji Ishii, un miembro de la compañía Sonic Team hasta 1999.